# William Conklin

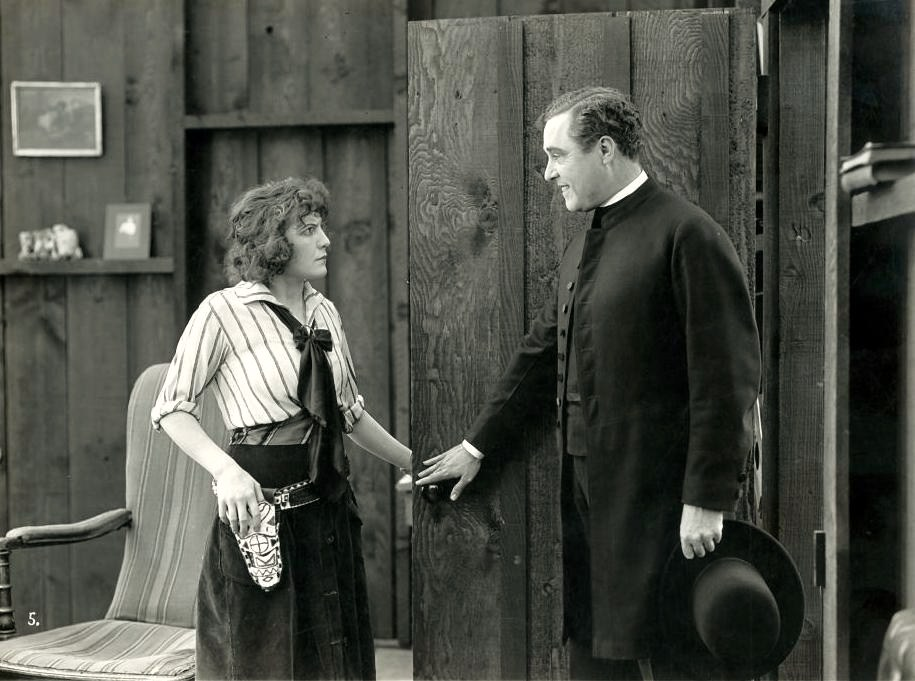
Louise Glaum und William Conklin in Golden Rule Kate (1917)

William Conklin (* 25. Dezember 1872 in Brooklyn; † 21. März 1935 in Hollywood) war ein US-amerikanischer Schauspieler der Stummfilmzeit.

## Leben
Conklin war Absolvent der Polytechnic Institute of New York University. Er spielte etwa zwanzig Jahre als Theaterschauspieler, bevor er 1913 zum Film wechselte. Conklin spielte in 85 Stummfilmen mit. Er war mit der Schauspielerin Lucy Blake verheiratet. Den Übergang in den Tonfilm schaffte er nicht. Conklin starb an einem Schlaganfall.

## Filmografie
- 1913: Arizona
- 1914: Soldiers of Fortune
- 1914: Pierre of the Plains
- 1914: In Mizzoura
- 1914: Dan
- 1914: The Ragged Earl
- 1915: Neal of the Navy
- 1916: The Flirting Bride
- 1916: The Shrine of Happiness
- 1916: The Twin Triangles
- 1916: Spellbound
- 1916: Inherited Passions
- 1916: The Sultana
- 1916: The Yellow Pawn
- 1916: Joan the Woman
- 1917: Sold at Auction
- 1917: Out of the Wreck
- 1917: The Prison Without Walls
- 1917: The Devil's Bait
- 1917: Edged Tools
- 1917: The Masked Heart
- 1917: Law of the Land
- 1917: Golden Rule Kate
- 1917: North of Fifty-Three
- 1917: The Stolen Play
- 1917: The Price Mark
- 1917: Love Letters
- 1918: Flare-Up Sal
- 1918: The Turn of a Card
- 1918: Love Me
- 1918: Tyrant Fear
- 1918: The Mating of Marcella
- 1918: The Velvet Hand
- 1919: The Drifters
- 1919: Come Again Smith
- 1919: The Haunted Bedroom
- 1919: When Fate Decides
- 1919: Hay Foot, Straw Foot
- 1919: The Virtuous Thief
- 1919: Stepping Out
- 1919: What Every Woman Learns
- 1919: Red Hot Dollars
- 1920: The Woman in the Suitcase
- 1920: Sex
- 1920: When Dawn Came
- 1920: Hairpins
- 1920: Love Madness
- 1920: The Brute Master
- 1921: The Lure of Youth
- 1921: Beau Revel
- 1921: The Other Woman
- 1921: Blind Hearts
- 1922: The Unfoldment
- 1921: Iron to Gold
- 1922: Up and Going
- 1922: The Woman He Married
- 1922: When Husbands Deceive
- 1923: Three Who Paid
- 1923: Man Alone
- 1923: The Lonely Road
- 1923: Daytime Wives
- 1923: The Lone Star Ranger
- 1923: The Meanest Man in the World
- 1923: The Darling of New York
- 1924: Stolen Secrets
- 1924: The Goldfish
- 1924: Never Say Die
- 1925: Heimatlos (The Man Without a Country)
- 1925: Ports of Call
- 1925: Der Lumpensammler
- 1925: Head Winds
- 1925: Fifth Avenue Models
- 1925: Winds of Chance
- 1925: Gentleman Roughneck
- 1925: Counsel for the Defense
- 1925: Sweet Rosie O’Grady
- 1925: Faithful Wives
- 1926: Korsaren (Old Ironsides)
- 1927: Outlaws of Red River
- 1927: Tumbling River
- 1927: Rose of the Golden West
- 1928: Mein Pappi (That's My Daddy)
- 1928: Life's Crossroads
- 1929: Shanghai Rose
- 1929: Die ungekrönte Königin (The Divine Lady)